# Klaus Huber (backhoppare)
Klaus Huber är en österrikisk tidigare backhoppare, verksam åren 1988–1995. I världscupen slutade han två gånger bland de 10 främsta, och hans bästa resultat är en sjundeplats i Tauplitz i februari 1991. Han slutade trea totalt i Kontinentalcupen säsongen 1993/1994.